# Milonga (lieu)
 (décembre 2011).
Si vous disposez d'ouvrages ou d'articles de référence ou si vous connaissez des sites web de qualité traitant du thème abordé ici, merci de compléter l'article en donnant les références utiles à sa vérifiabilité et en les liant à la section « Notes et références ».
Pour les articles homonymes, voir Milonga.

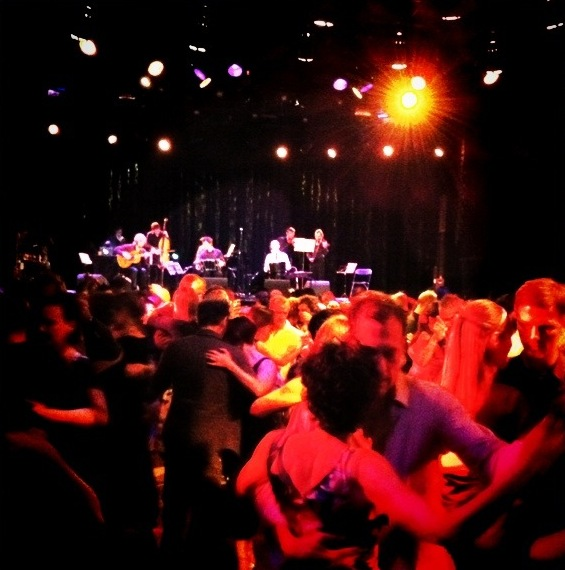
Milonga avec de la music en live à Amsterdam.

La milonga est l'une des trois formes dansées et/ou chantées qui constituent le tango rioplatense (tango, valse et milonga). De façon courante, par métonymie, par glissement, la milonga désigne l'endroit organisé socialement où l'on danse le tango, voire l'évènement lui-même, la soirée où l'on vient danser.

## Présentation
La plupart des milongas sont organisées de façon régulière. Elles commencent souvent par des cours de tango et peuvent comporter une ou plusieurs performances de danseurs confirmés dans la soirée.
Le reste du temps, la danse est organisée en tandas (suite de trois à cinq musiques). On y joue des tangos, des valses(tango) et des milonga pampeanas. Certaines milongas proposent de danser sur du tango nuevo.
Les tandas sont entrecoupées de cortinas (courts intermèdes avec une musique autre que tango), qui permettent notamment de changer de partenaire. Un ensemble de règles sociales et informelles régit l'invitation des partenaires, le sens et le mode de circulation sur la piste de danse.
Si les milongas sont originaires de Buenos Aires (avec par exemple le Salon Canning), on en trouve aujourd'hui dans chaque ville où un nombre suffisant d'amateurs peut leur donner vie.